# Novo Oriente de Minas
Novo Oriente de Minas è un comune del Brasile nello Stato del Minas Gerais, parte della mesoregione della Vale do Mucuri e della microregione di Teófilo Otoni.